# High by the Beach
High by the Beach è un brano musicale della cantautrice statunitense Lana Del Rey, estratto come primo singolo dal suo quarto album, Honeymoon, di cui ha anticipato l'uscita.

## Descrizione
Il singolo è stato scritto da Rick Nowels, Kieron Menzies e dalla Del Rey stessa. Finito in rete due giorni prima della sua pubblicazione ufficiale, è reso disponibile in download digitale in tutto il mondo il 10 agosto 2015, entrando nella Top 10 delle vendite digitali in 28 paesi e #1 in 19, tra cui gli USA.

## Accoglienza
Il brano è stato recensito, in prevalenza, positivamente ed è stato, inoltre, definito da molti uno dei migliori della Del Rey, più orecchiabile e radiofonico rispetto ai precedenti lavori della cantante.

## Video musicale
Il video musicale è stato diretto da Jake Nava, così come quello di Shades of Cool, ed è stato pubblicato sul canale Vevo della cantante il 13 agosto 2015.
Nel video la Del Rey si trova nella sua stessa casa sul mare a Malibù, mentre un elicottero con a bordo dei paparazzi si aggira intorno ad essa. Stanca della situazione, la Del Rey scende in spiaggia, dove tiene nascosta una custodia per chitarra, contenente un'arma da fuoco, con la quale la cantante fa infine esplodere l'elicottero.

## Tracce
Download digitale
1. High by the Beach – 4:17

## Successo commerciale
High by the Beach è diventato un successo minore per la Del Rey, riuscendo a diventare la sua prima apparizione nella Billboard Hot 100 dal suo singolo Ultraviolence del 2014. High by the Beach è diventato anche il suo singolo ad andare meglio nella classifica da West Coast, tuttavia, a causa di un errore nel calcolo da parte di Nielsen, High by the Beach è stato originariamente segnalato di aver debuttato in classifica al numero 7 con 248 000 copie vendute. L'errore è stato corretto nella classifica del 29 agosto 2015, ed è stata rivelato che la canzone ha debuttato al numero 51 sulla Hot 100, e al numero 10 nella classifica digitale con 67 000 copie.